# Rhyacia caradrinoides
Rhyacia caradrinoides är en fjärilsart som beskrevs av Otto Staudinger 1896. Rhyacia caradrinoides ingår i släktet Rhyacia och familjen nattflyn. Inga underarter finns listade.